# Liplje (Kotor-Varoš)
Liplje (szerbül: Липље), falu Bosznia-Hercegovinában, a Bosanska Krajina keleti részén, Kotor-Varoš községben, a Szerb Köztársaságban. 

## Fekvése
A település Bosznia-Hercegovina északi részén, Banja Lukától légvonalban 31, közúton 55 km-re délkeletre, községközpontjától légvonalban 13, közúton 46 km-re keletre, az Uzlomac-hegység területén, 300-930 méteres magasságban található. Nagy területű, szétszórt, házcsoportokból álló, hegyvidéki település. Központi része az Uzlomac és Borje közötti hágóban, körülbelül 320 m magasságban található. Átfolyik rajta a Bistrica folyó, amely a Velika Usora egyik mellékvize. A Bosanka és a Hrvaćanska folyók völgyeiben, kanyargós utakon keresztül Vrbanjaci közelében van egy kijárata az M-4-es főútra, mely Banja Lukát a Kotor-Varošsal köti össze.

## Népessége
| Nemzetiségi csoport | Népesség 1991 | Népesség 2013 |
| ------------------- | ------------- | ------------- |
| Szerb               | 732           | 287           |
| Bosnyák             | 0             | 0             |
| Horvát              | 0             | 2             |
| Jugoszláv           | 8             | 0             |
| Egyéb               | 4             | 0             |
| Összesen            | 744           | 289           |

## Története
Gornje Lipljében, egy keskeny szurdok legszélesebb részén, amelyen a Bistrica folyó folyik át, található az Angyali üdvözletnek szentelt lipljei szerb ortodox kolostor, amely már Teslić község területére esik. A kolostor legrégebbi említése a 15. század második feléből származó krónikában található. A 17. században a lipljei szerzetesek vallásos könyvek másolásával foglalkoztak. A nagy török háború (1683-1699) idején a kolostort felgyújtották az oszmánok. Az életben maradt szerzetesek a Száva folyón át északra menekültek, és a szlavóniai Orahovica kolostorban találtak menedéket. Ide vitték magukkal vitték számos kéziratos könyvüket, amelyek az orahovicai könyvtár részévé váltak. A közeli Stuplje-kolostorral ellentétben Lipljeit nem tették egyenlővé a földdel. Templomát részben felújították, így a környék plébániatemplomaként szolgálhatott. Az oszmán uralom után a templomot 1867 és 1879 között újjáépítették. A munkálatokat elsősorban a környék szerb lakosságának adományaiból finanszírozták. A templom régi freskóinak maradványait gondosan összegyűjtötték és 1922-ben a fala mellé temették, nyugati oldalához pedig harangtornyot építettek. Közel háromszáz évvel azután, hogy a szerzetesi közösség megszűnt a templomban, 1965-ben újjáalapították a lipljei kolostort, majd 1980-ban, amikor a harangtornyot eltávolították, felújították.
A szerb lakosságú település 1878-ig tartozott az Oszmán Birodalomhoz, ekkor a berlini kongresszus határozata alapján az Osztrák-Magyar Monarchia része lett. 1879-ben az első osztrák-magyar népszámlálás során a Banja Luka-i járáshoz tartozó településnek 57 háztartása és 662 ortodox lakosa volt.  1910-ben a Kotor Varoš-i járáshoz tartozó településen 120 háztartást és 1015 ortodox lakost találtak. A monarchia szétesésével 1918-ban előbb a Szerb-Horvát-Szlovén Királyság, majd 1929-től a Jugoszláv Királyság része lett. 1921-ben 981 lakosa volt, melyből 975 ortodox katolikus, 5 római katolikus és 1 görög katolikus volt. Az 1929-es törvény értelmében, amikor Bosznia-Hercegovinát négy banovinára, Drinskára, Vrbaskára, Zetskára és Primorskára osztották, a település a Vrbaska banovina része lett, amelynek székhelye Banja Luka volt. 
Jugoszlávia megszállása után a Független Horvát Állam (NDH) része lett. A második világháború idején Liplje a 14. közép-boszniai dandár hadműveleti területén volt, mivel erős csetnik fellegvára volt. Az 1. zászlóalj második százada Banja Lukából való kivonulás után nem tért vissza a dandárhoz, hanem a Čelinacon át vezető úton visszavonult. 1944. január 5-én Kotor-Varoštól északra, a Tešića kuca területen találta magát. Valahol Tešići és Garići falvak között találkozott a 12. szlavóniai dandár 4. zászlóaljával. Mivel a Kotor-Varoš - Maslovare út már az ellenség irányítása alatt állt, ez a két egység úgy döntött, észak felé veszi az irányt. Átkeltek az Uzlomacon, és megálltak a Lipljéhez tartozó Kovačevići faluban. Fáradtan és kialvatlanul gyorsan elaludtak, így az ellenség meglepte őket. A 12. szlavóniai hadosztály főhadiszállásának jelentése szerint ez január 5-én 15 óra körül történt. Az ellenség a Bistrica völgyén keresztül visszavonulva meglepte őket, és súlyos veszteségeket okozott a 12. dandár zászlóaljának. Lipljében sebesült meg súlyosan Mladen Stojanović a Kozarában vívott csata partizánparancsnoka, akit társai Jošavcában rejtettek el. A csetnikek azonban felfedezték és a Mlinska folyó feletti lejtőn megölték.
A második világháború után 1992-ig a szocialista Jugoszlávia részeként a Bosznia-Hercegovinai Népköztársasághoz tartozott. A boszniai háborút lezáró daytoni békeszerződést követő területfelosztásnál Kotor-Varoš község részeként a Szerb Köztársaság területéhez került. 

## Fordítás
- Ez a szócikk részben vagy egészben  a   Liplje (Kotor-Varoš) című bosnyák Wikipédia-szócikk ezen változatának fordításán alapul.  Az eredeti cikk szerkesztőit annak laptörténete sorolja fel. Ez a jelzés csupán a megfogalmazás eredetét és a szerzői jogokat jelzi, nem szolgál a cikkben szereplő információk forrásmegjelöléseként.